# Тер-Ованесян, Даяна Ованесовна
Тер Ованесян Даяна Ованесовна (арм. Դայանա Տեր-Հովհաննիսյան; 21 мая 1922 — 1 марта 2018) — армяно-американская поэтесса, переводчик и писатель. Большая часть её поэзии была посвящена Армении и армянской диаспоре. Она написала и опубликовала более двадцати пяти книг.

## Биография
Даяна Тер Ованесян родилась в Вустере в армянской семье. Она получила образование в Бостонском университете, специализируясь на английском языке, а затем продолжила свое образование в Гарвардском университете, обучаясь у Роберта Лоуэлла. Она стала профессором американской литературы в Ереванском государственном университете и профессором армянской поэзии. Она руководила многими семинарами, включая Бостонский университет, Бард-колледж и Колумбийский университет, а также была приглашенным поэтом и лектором по американской поэзии, армянской поэзии в переводе. а также писала литературу по правам человека в США и за рубежом. Более тридцати лет она была президентом поэтического клуба Новой Англии и членом переводческого совета Колумбийского университета. Она работала поэтом в массачусетских школах.
Три тома её поэзии были переведены на армянский язык и изданы в Ереване. Её произведения были также переведены на греческий, французский и румынский языки. Стихи Тер Ованесян появлялись в газетах «The New York Times», «Christian Science Monitor», «The Boston Globe», «Paris Review», «The Writer’s Almanac», «AGNI», «The American Poetry Review», «The Nation» и многих других.

## Награды
- Золотая медаль от министра культуры Армении
- Переводческая премия имени Месроба Маштоца (2003)
- Медаль Национальной Библиотеки Армении
- Премия Союза писателей Армении
- Золотое перо клуба писателей Новой Англии
- Премия Национального Союза Писателей
- Медаль Святого Саака
- Премия Патерсона
- Премия за публикацию на Международном поэтическом форуме
- Премия за публикацию QRL Colladay
- Премия от Армянского центра Колумбийского университета
- Барселонская Премия Мира
- Выдающийся выпускник Бостонского университета
- Премия Американского поэтического Общества имени Мэри Кэролайн Дэвис за лирическую поэму
- Премия Поэтического Клуба Новой Англии Имени Гретхен Уоррен
- Многочисленные призы от мирового ордена поэтов Нарративистов

Её стихи были переведены на армянский, греческий, французский и румынский языки.

## Частичная библиография
- Как выбрать свое прошлое (1978)
- Садись рядом со мной и слушай Кушаг: средневековые стихи Нахабеда Кушага (1984)
- О времени: стихи (1987)
- Песни о хлебе, песни о соли (1990)
- Избранные Стихи (1994)
- Круг Танцоров (1996)
- Со дня на день: стихи (1999)
- Горящее стекло: стихи (2002)
- Другой голос: армянская женская поэзия сквозь века (2005)
- Второй вопрос: стихи (2007)
- Танцы в монастыре: стихи (2011)